# En film der måske handler om fremtiden
|  | Denne artikel er oprettet af botten Steenthbot ud fra en ekstern database. Den kan derfor have sproglige fejl eller mangler. Denne skabelon kan fjernes efter kontrol af indholdet. |

En film der måske handler om fremtiden er en dansk dokumentarfilm fra 2021 instrueret af Josefine Exner.

## Handling
Filmen undersøger på kærlig, humoristisk og poetisk vis, hvorfor vi mennesker gang på gang træder ind i nye kærlighedsrelationer, selvom vi ved, at risikoen for, at relationen går i stykker, og at man bliver såret er stor. Gennem et nyforelsket par studerer vi forsiden og bagsiden ved kærlighedens indtog og stiller spørgsmålet: Hvorfor forelske dig, når du kan blive forladt?